# Jayma Mays
Jayma Suzette Mays (Grundy, 16 luglio 1979) è un'attrice statunitense, nota principalmente per il ruolo della professoressa Emma Pillsbury in Glee.

## Biografia
Nata a Grundy, in Virginia, dopo gli studi alla Radford University, debutta in televisione in un episodio della sit-com Joey, ed ha invece debuttato al cinema nel 2005 con il thriller di Wes Craven Red Eye, in seguito recita nella commedia romantica Appuntamento al buio del 2006, nello stesso anno ottiene una piccola parte in Flags of Our Fathers di Clint Eastwood. Nel 2007 recita nel ruolo della protagonista del demenziale Epic Movie.
È apparsa in diverse serie televisive come Joey, Entourage e Dr. House - Medical Division (in quest'ultima interpretava una paziente lesbica). Ha interpretato due personaggi con lo stesso nome, Charlie, in due differenti serie: in Heroes è la cameriera con la super memoria che Hiro Nakamura cerca di salvare da un tragico destino, mentre in Ugly Betty è la fidanzata di Henry, il personaggio di cui è innamorata la protagonista della serie (Betty Suarez). Dal 2009 è nel cast di Glee, in cui interpreta Emma, una consulente scolastica affetta da sindrome ossessiva compulsiva che la porta ad avere una fissazione per la pulizia. Nel 2011 ha recitato nel film I Puffi.
Nel 2007 ha sposato l'attore Adam Campbell conosciuto sul set del film Epic Movie, il 21 agosto 2016 è nato il loro primo figlio, Jude Jones.

## Filmografia

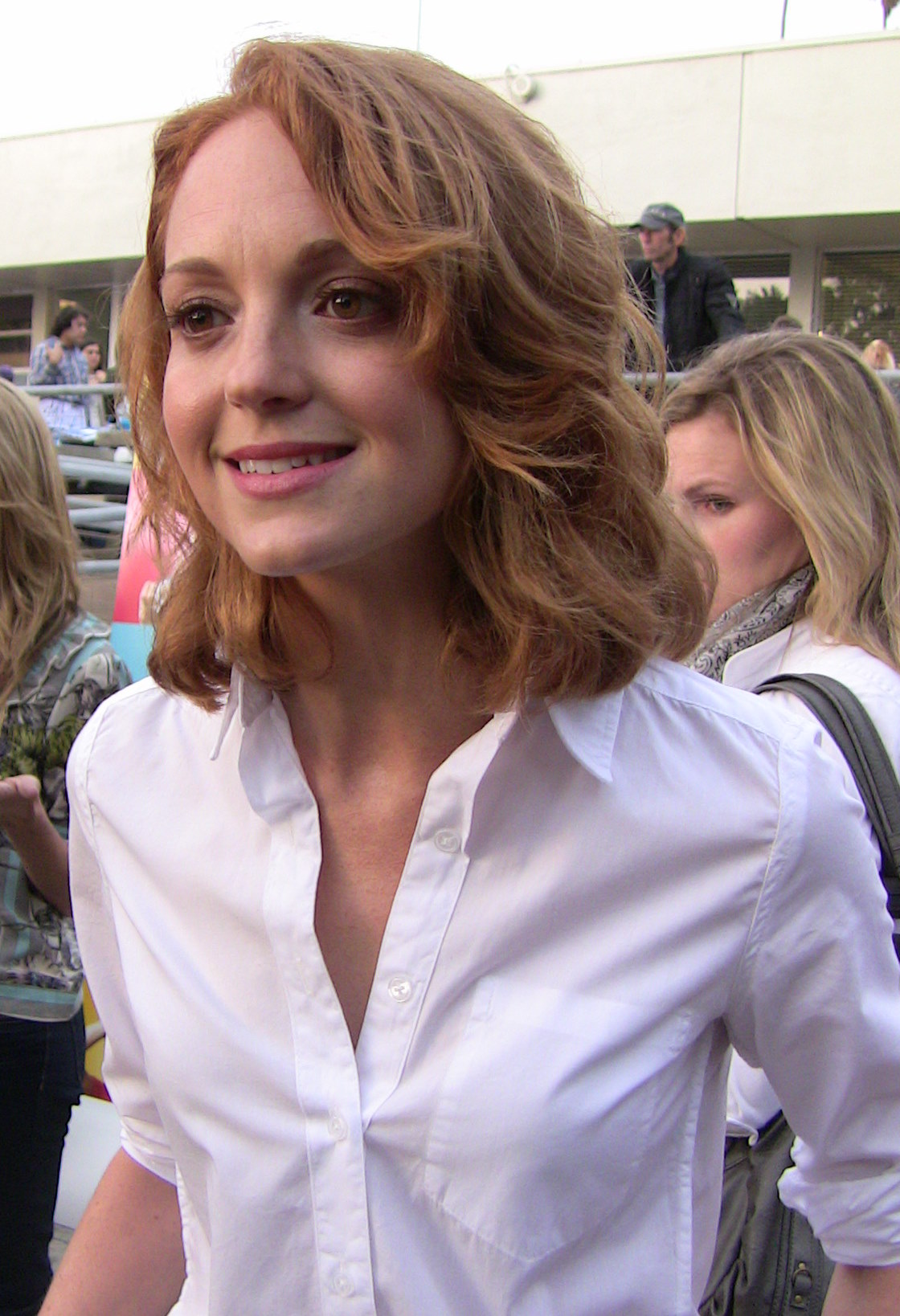
Jayma Mays alla prima di Glee (2009)

### Cinema
- Red Eye, regia di Wes Craven (2005)
- Appuntamento al buio (Blind Dating), regia di James Keach (2006)
- Flags of Our Fathers, regia di Clint Eastwood (2006)
- Epic Movie, regia di Jason Friedberg e Aaron Seltzer (2007)
- Smiley Face, regia di Gregg Araki (2007)
- Bruce e Lloyd - Fuori controllo (Get Smart's Bruce and Lloyd: Out of Control), regia di Gil Junger (2008)
- Il superpoliziotto del supermercato (Paul Blart: Mall Cop), regia di Steve Carr (2009)
- I Puffi (The Smurfs), regia di Raja Gosnell (2011)
- I Puffi 2 (The Smurfs 2), regia di Raja Gosnell (2013)
- Last Weekend, regia di Tom Tobly e Tom Williams (2013)
- Larry Gaye: Renegade Male Flight Attendat, regia di Sam Friedlander (2015)
- Barry Seal - Una storia americana (American Made), regia di Doug Liman (2017)
- Come per disincanto - E vissero infelici e scontenti (Disenchanted), regia di Adam Shankman (2022)

### Televisione
- Joey - serie TV, episodio 1x03 (2004)
- The Comeback - serie TV, 1 episodio (2005)
- Six Feet Under - serie TV, 1 episodio (2005)
- Una pupa in libreria  (Stacked) - serie TV, episodio 2x01 (2005)
- Entourage - serie TV, episodi 2x05 - 3x12 (2005-2006)
- How I Met Your Mother - serie TV, episodi 1x05 e 8x20 (2005-2013)
- Dr. House - Medical Division (House, M.D.) - serie TV, episodio 2x18 (2006)
- Studio 60 on the Sunset Strip - serie TV, episodio 1x01 (2006)
- Heroes  - serie TV, 5 episodi (2006-2009)
- Pushing Daisies - serie TV, episodio 1x04 (2007)
- Ghost Whisperer - serie TV, episodio 3x01 (2007)
- Ugly Betty - serie TV, 8 episodi (2007-2008)
- Back to You - serie TV, 1 episodio (2008)
- Glee - serie TV, 62 episodi (2009-2015) - Emma Pillsbury
- The League - serie TV, 6 episodi (2012-2014)
- The Millers - serie TV, 34 episodi (2013-2014)
- Drunk History - serie TV, 1 episodio (2014)
- Getting On - serie TV, 4 episodi (2014-2015)
- Wet Hot American Summer: First Day of Camp - miniserie TV, 2 episodi (2015)
- Trial & Error - serie TV, 23 episodi (2017–2018)
- Great News - serie TV, 1 episodio (2018)

## Doppiatrici italiane
Nelle versioni in italiano delle opere in cui ha recitato, Jayma Mays è stata doppiata da:
- Ilaria Latini in Red Eye, Pushing Daisies, Glee, I Puffi, The League, I Puffi 2, The Millers, Bruce e Lloyd - Fuori controllo, Wet Hot American Summer: First Day of Camp, Trial & Error, Great News
- Francesca Manicone in Six Feet Under, Come per disincanto - E vissero infelici e scontenti
- Domitilla D'Amico in Una pupa in libreria, Ugly Betty
- Marisa Della Pasqua in How I Met Your Mother
- Perla Liberatori in Dr. House - Medical Division
- Federica De Bortoli in Heroes
- Connie Bismuto in Epic Movie
- Laura Latini in Ghost Whisperer
- Emanuela Damasio in Il superpoliziotto del supermercato
- Selvaggia Quattrini in Barry Seal - Una storia americana